# Laurent Sistach
Laurent Sistach (connu aussi sous le pseudonyme Sistack), né en 1969, est un skieur français dans le ski de vitesse.
Il participe aux épreuves nationales et internationales de ski de vitesse de 1985 à 2003.
Il participe aux épreuves de ski de vitesse en démonstration aux Jeux olympiques d'Albertville en 1992.
Il est membre à vie du Speed Ski Club, liste des skieurs ayant officiellement franchi la vitesse des 200 km/h.

## Biographie
Né le 19 octobre 1969, il est d'abord skieur alpin.
Il intègre la section ski étude de Bourg Saint Maurice. Il obtient un baccalauréat A1, un diplôme ICH option "Expertise immobilière" au CNAM (Conservatoire national des arts et métiers) de Grenoble, puis en 1998, il obtient un DESS (Master 2) en droit de l'urbanisme et de la construction à l'Université de Poitier.
Il travaille à l'OPAC de la Savoie en tant que responsable des opérations juridiques et foncières depuis janvier 2000.

## Carrière sportive

### Premières années
Ayant intégré le ski étude de Bourg-Saint-Maurice, il va résider aux Arcs et intègre le ski club de l'Arbalette, dont il portera les couleurs tout au long de sa carrière sportive.
En 1985, il bat le record du monde junior (-18 ans) avec 178km/h. En 1987, il se fait remarquer en catégorie junior lors de la finale de la coupe de France du kilomètre lancé (KL) disputé aux Arcs 2000 en dévalant le couloir de l'Aiguille Rouge à la vitesse de 185,854 km/h.
En 1987, il bat à nouveau ce record du monde à 201,005km/h. Il est le premier moins de 18 ans à franchir la barre des 200km/h.
En octobre 1988, il est victime d'un grave accident d'hélicoptère avec deux autres Klistes, Steve MacKinney et Rumi Merali, lors d'une course à la station de La Parva Portillo au Chili,.

### Équipe nationale
Il revient en 1991 dans le circuit, il finit à la seconde place de l'épreuve pré olympique des Arcs, gagne deux épreuves de Coupe du Monde et termine à la 3ème place au classement général annuel de la Coupe du Monde.
En 1992, il fait partie des quatre français sélectionnés pour l'épreuve olympique de ski de vitesse des Arcs.
Il interrompt sa carrière en 1993 pour faire ses études de droit.
Il reprend la compétition en 1999 et termine sa saison avec la troisième vitesse mondiale à 245km/h, le record est alors détenu par Harry Hegger à 248km/h. 
Il devient Champion du monde Pro au Arcs en 2001 avec 202km/h et devient Vice recordman du monde en 2002 avec une vitesse de 249,653km/H (155,127Mph) ce qui reste à ce jour sa meilleure vitesse.
Il mettra fin à sa carrière en équipe de France en 2004.

## Palmarès

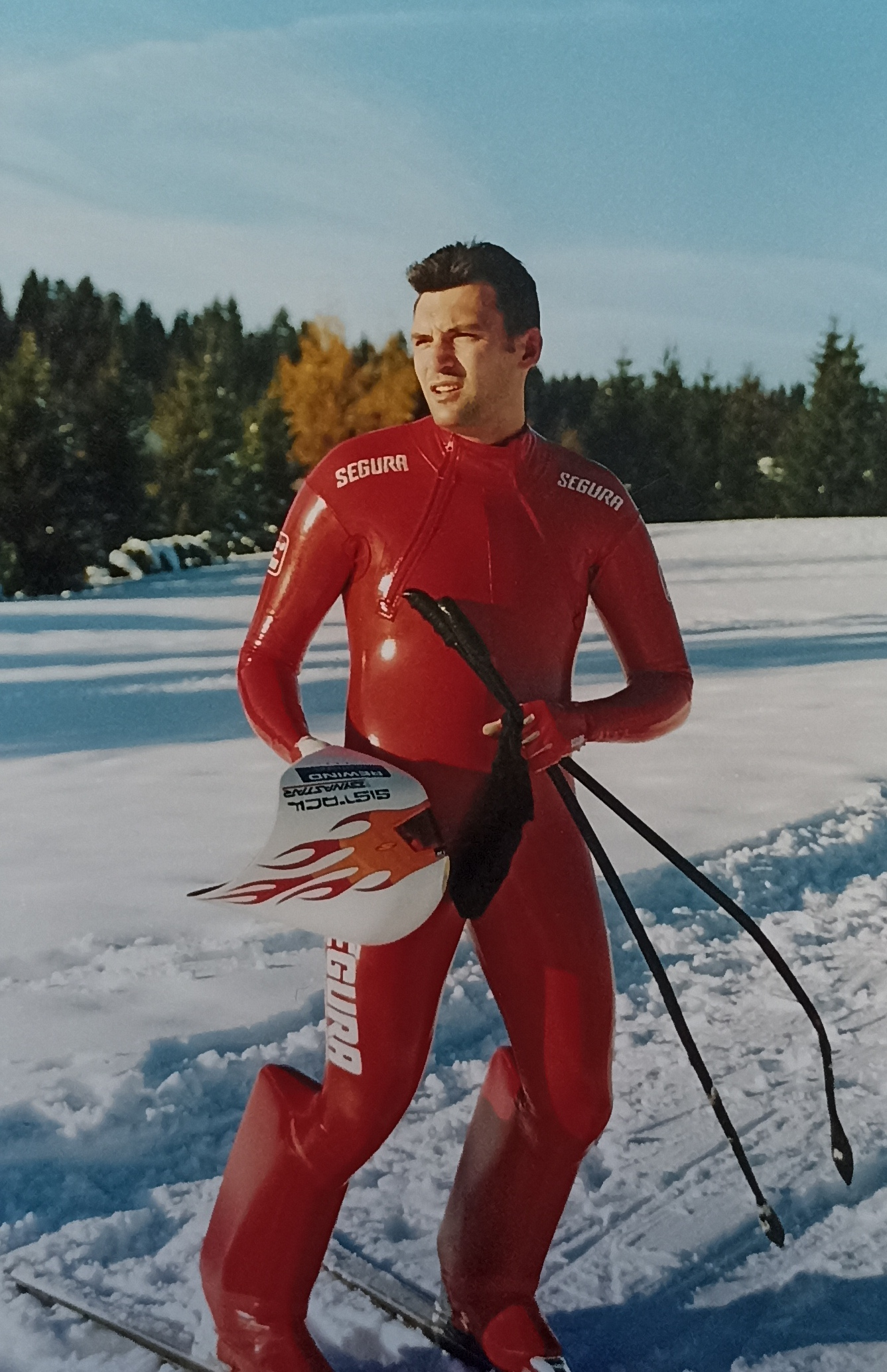
Laurent Sistach

Laurent Sistach s'est construit un palmarès comportant 1 titre de champion du monde, 4 titres en coupe du monde, un record de vitesse,

### Jeux Olympiques
Il est sélectionné aux Jeux Olympiques d’Albertville de 1992. Lors de l'échauffement, il sera aux côtés du skieur suisse Nicolas Bochatay victime d'un accident mortel avec une dameuse.
A l'occasion d'une course à rebondissement, il est le premier à battre l'ancien record du monde de 223km/h et réalise lors de la finale la 4ème vitesse mondiale avec 225,000km/h. Avec les trois autres Klistes de tête Michael Prufer, Jeffrey Hamilton et Philippe Goitschel, ils battront record sur record à chaque Run. Laurent Sistach obtiendra la 4e place lors de la finale.
Son casque porte le nom de Sistack avec un K.

### Championnats du monde de ski de vitesse
- 1987 Record du monde junior : 201,005 km/h
 Il est Champion du monde en 2001 aux Arcs, il établit une 3e vitesse mondiale à 245 km/h.

- 1999 aux Arcs 2000 : Pro World Championships : 3e à 245,232 km/h.
- 1999 à Vars : Mad Master Yoz Winters Games : 2e à 231,213 km/h[10].

### Coupe du monde de ski de vitesse
11 podiums en Coupe du monde (Chili, USA, Japon, Suisse, Suède, France…) dont quatre victoires
- 2e en épreuve officielle pré-Olympique de la Coupe du monde de 1991 aux Arcs 2000[11].

### Autres
En 1987 il devient Recordman du monde junior avec la vitesse de 201 km/h. 
En 2001, premier titre de champion du monde et remporte le Pro Mondial des Arcs 2000. 
En 2002, il est vice recordman du monde avec une vitesse de 249.653 km/h (155.127 Mph), son ultime vitesse. 

## Promotion du ski de vitesse

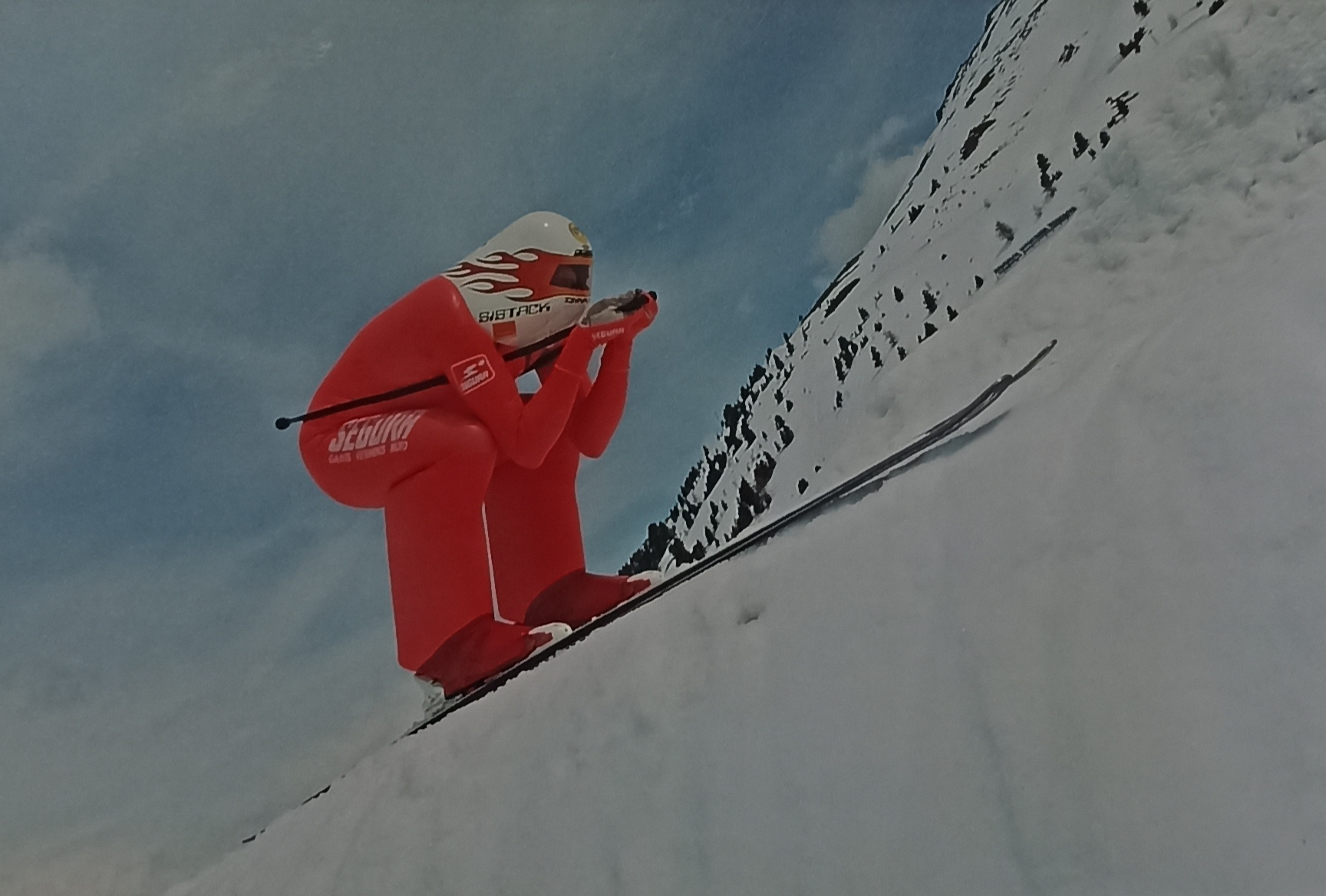

Il participe avec les Klistes français à la promotion du ski de vitesse dans les stations de ski,. 
Lors des Jeux olympiques, la SNCF partenaire de l'équipe de France utilisera les couleurs de son casque de KL comme outil publicitaire au niveau national.